# Krembz

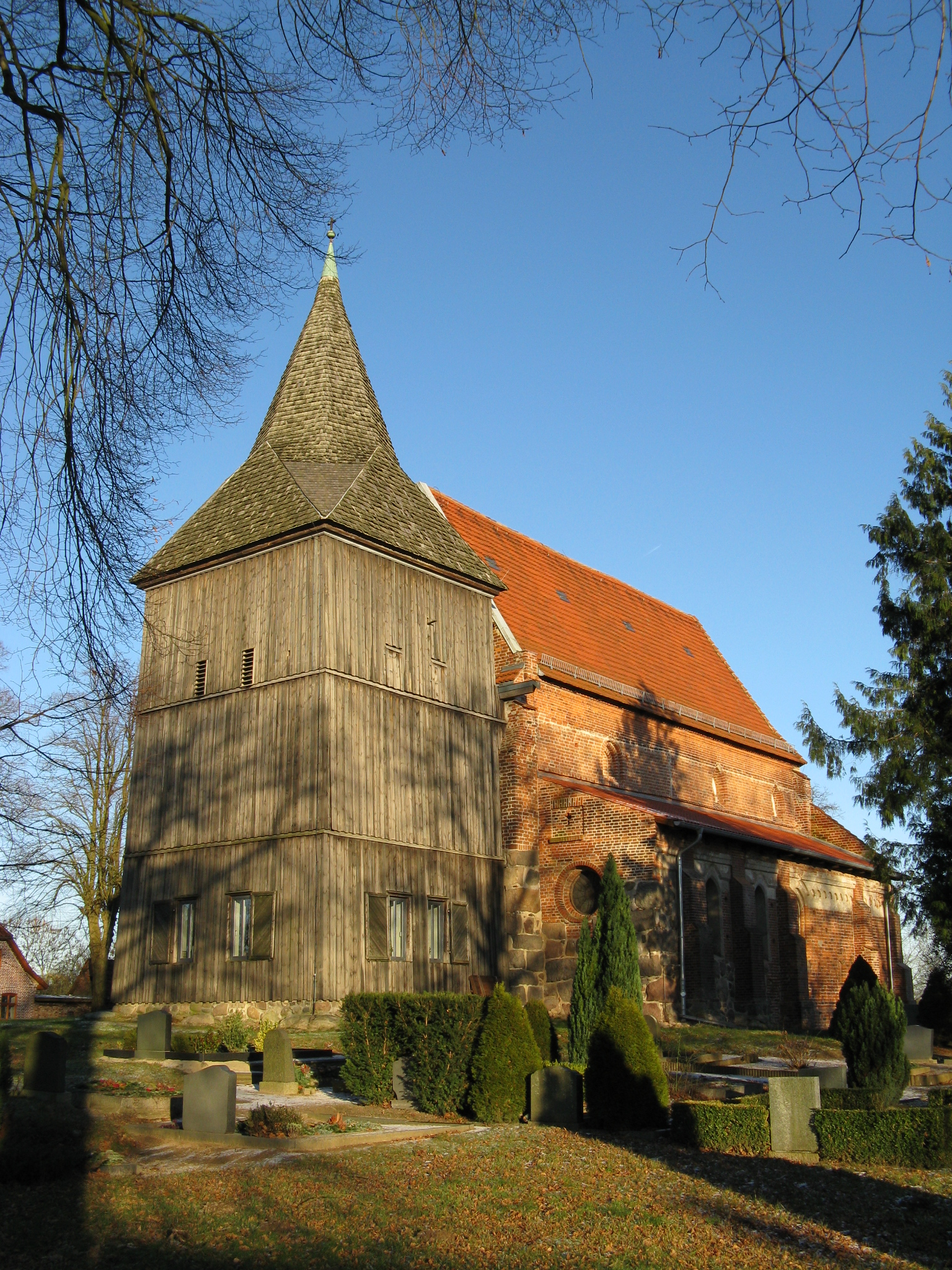
Dorfkirche Groß Salitz

Krembz ist eine Gemeinde im Süden des Landkreises Nordwestmecklenburg in Mecklenburg-Vorpommern (Deutschland). Die Gemeinde wird vom Amt Gadebusch mit Sitz in der Stadt Gadebusch verwaltet.

## Geografie
Die landwirtschaftlich geprägte Gemeinde Krembz liegt nahe der Landesgrenze zu Schleswig-Holstein im hügeligen Gebiet zwischen Gadebusch und dem Schaalsee. Hier, im Bereich der Quellen von Schilde, Radegast sowie der Nebenflüsse der Schaale verläuft ein Teil der Nordsee-Ostsee-Wasserscheide. Die Ortsteile Groß Salitz, Lützowshorst, Radegast und Schönwolde liegen im Biosphärenreservat Schaalsee. Im Süden grenzt das Gemeindegebiet an den Landkreis Ludwigslust-Parchim.
Umgeben wird Krembz von den Nachbargemeinden Gadebusch im Norden, Pokrent im Osten, Schildetal im Südosten, Wittendörp im Süden, Rögnitz und Zarrentin am Schaalsee im Südwesten, Kneese im Westen sowie Roggendorf im Nordwesten.

### Ortsteile
- Alt Steinbeck
- Groß Salitz
- Krembz
- Neu Steinbeck
- Radegast
- Schönwolde
- Stöllnitz

## Geschichte
Groß Salitz: Eine Kirche  wurde mit den zur damaligen Parochie (Pfarrei) gehörenden weiteren Orten 1230 im Ratzeburger Zehntregister erwähnt, welches die damals zum Bistum Ratzeburg gehörenden Ortschaften geordnet nach Kirchspielen auflistet. Die bestehende Kirche St. Marien in Groß Salitz stammt von um 1280. Das Gut war vom Beginn des 14. Jahrhunderts bis 1945 im Besitz der Familien von Lützow. Das große Gutshaus stammt aus dem 18. Jahrhundert, der große Anbau von 1936.
Radegast ist erstmals im Isfriedschen Teilungsvertrag von 1194 verzeichnet. Hier fand 1712 ein Teilgefecht der Schlacht bei Gadebusch statt.
Krembz wurde 1230 im Ratzeburger Zehntregister unter dem slawischen Namen „Crampitz“ erwähnt. 1348 entstand in Krembz die Veste der Raubritter von Lützow, die 1392 von Herzog Erich von Sachsen Lauenburg zerstört wurde. 1791 kaufte der Herzog  vier Krembzer Hufen, wovon drei zu Roggendorf und eine Hufe zu Groß Salitz gehörten. Krembz wurde dadurch ein reines Domanialdorf.
Am 1. Juli 1950 wurden die bis dahin eigenständigen Gemeinden Alt Steinbeck, Neu Steinbeck, Radegast und Schönwolde eingegliedert. Groß Salitz kam am 1. Januar 1999 hinzu.

## Politik

### Dienstsiegel
Die Gemeinde verfügt über kein amtlich genehmigtes Hoheitszeichen, weder Wappen noch Flagge. Als Dienstsiegel wird das kleine Landessiegel mit dem Wappenbild des Landesteils Mecklenburg geführt. Es zeigt einen hersehenden Stierkopf mit abgerissenem Halsfell und Krone und der Umschrift „GEMEINDE KREMBZ • LANDKREIS NORDWESTMECKLENBURG“.

## Sehenswürdigkeiten
- Saniertes Jagdschloss Schönwolde
- Backsteingotische Dorfkirche St. Marien in Groß Salitz von um 1280
- Gutshaus Groß Salitz, erbaut 1685 als zweistöckiger Fachwerk-Backstein-Bau mit Walmdach für Hartwig Dietrich von Lützow, mit Anbau von 1936

## Verkehrsanbindung
Sieben Kilometer nördlich von Krembz liegt die Kleinstadt Gadebusch. Dort besteht Anschluss an das überregionale Fernstraßennetz (Bundesstraßen 104 und 208) und Bahnanschluss nach Schwerin und Rehna.